# Grevillea phylicoides
Grevillea phylicoides este un arbust endemic în New South Wales, în estul Australiei. Este una dintre numeroasele specii descrise de Robert Brown.